# 모리스코 추방

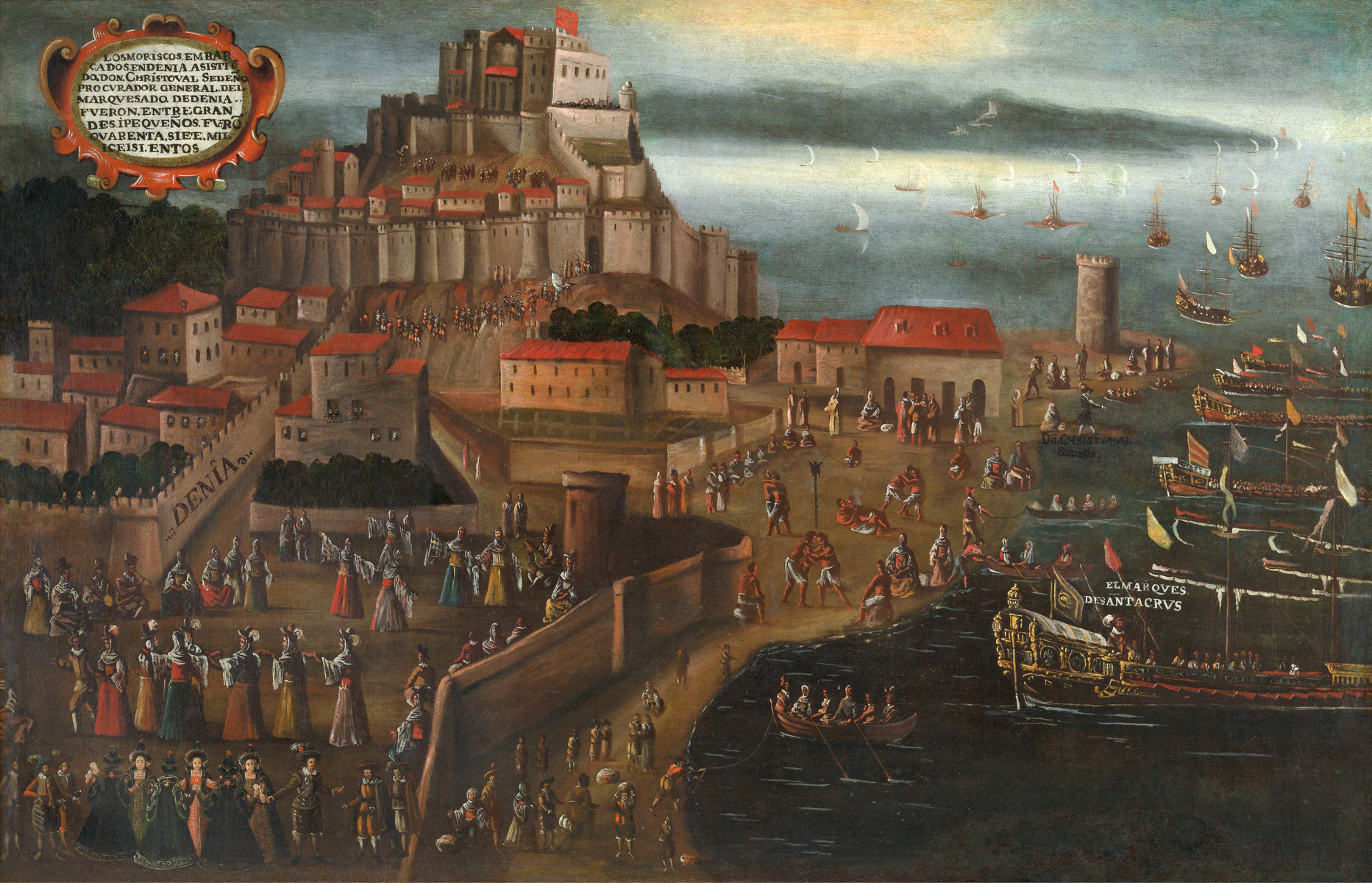

모리스코 추방(스페인어: Expulsión de los moriscos)은 1609년 4월 9일에 스페인 왕 펠리페 3세가 발령한 모리스코 추방 포고이다.

## 배경
아라곤의 페르난도 2세와 카스티야의 이사벨 1세의 에스파냐 연합왕국이 그라나다를 점령한 1492년 이후에도 모리스코와 기독교도 사이의 시기심과 긴장감은 높았다. 일부의 모리스코들은 영향력과 힘을 들고 발렌시아 귀족이나 아라곤 귀족 같은 일부 사람들(그들은 모리스코의 값싼 노동력에 의존하고 있었다)과 협력 관계에 있었지만, 점차 스페인 전체에서의 모리스코들의 정치적·경제적 비중은 낮아졌다. 기독교도 주민들은 끊임없이 그들의 기독교 신앙이 진실된 것이 아니라고 생각했기 때문에 모리스코를 의심하게 되었다. 이러한 상황으로 인해서 펠리페 2세는 1567년 모든 모리스코(스페인의 이슬람 교도)들에게 이슬람 관습을 버리고 가톨릭으로 개종하는 법을 시행했다. 이에 저항해 모리스코 반란이 일어났으나, 돈 후안 데 아우스트리아에게 제압되었다.
같은 시기 스페인은 개신교의 네덜란드 공화국과 전쟁을 치루게 되었다.
1600년대 초에 경제적으로 스페인은 더욱 나빠졌다. 1604년의 불황으로 돈의 가치가 타격을 받아, 스페인 제국이 아메리카 대륙에 소유하는 보물의 몰락이 벌어진 것이다. 따라서 경제적인 스페인 내부의 생활 수준의 축소가 기독교도와 모리스코 간에 팽팽한 긴장감을 키우게 되었다.

## 지방 당 모리스코 비율
1609년 당시, 약 850만 명의 스페인 인구 중에서 약 325,000 명의 모리스코가 있었다.

## 칙령과 추방
펠리페 3세는 1609년 4월 9일에 모리스코 추방의 칙령에 서명했다.

## 결과
추방이 진행되면서, 발렌시아와 아라곤의 경제 뿐 아니라 귀족의 권력에게도 큰 타격이 되었다.
단호하게 가톨릭에 남아있는 것을 바랬던, 모리스코들은 대체로 새로운 거주지를 이탈리아(특히 리보르노)에서 찾을 수 있었다. 그러나 추방된 사람들의 대다수는 무슬림이 장악하고 있는 북아프리카에 정착했다.

## 같이 보기
- 알람브라 칙령
- 퐁텐블로 칙령
- 잘츠부르크